# Крейг-Мартин, Майкл
Майкл Крейг-Мартин (Michael Craig-Martin, 28 августа 1941, Дублин, Ирландия) — концептуальный художник, известен влиянием, которое он оказал на Молодых британских художников, многим из которых он преподавал.

## Биография
Майкл Крейг-Мартин родился 28 августа 1941 в Дублине, Ирландия, в военные годы жил в Лондоне и Уэльсе. В 1945 он переехал с семьей в Вашингтон. Крейг-Мартин закончил Йельский университет, где изучал изобразительные искусства в 1961—1963.
В 1966 Крейг-Мартин вернулся в Британию, чтобы занять пост преподавателя в Bath Academy of Art, а в 1968 — второй пост в Canterbury College of Art. Его первая персональная выставка прошла в Rowan Gallery в Лондоне в 1969.
В 1974 он выставил работу An Oak Tree. Произведение состояло из стакана с водой, который стоял на полке, прикрепленной к стене галереи, рядом текст, используя семиотические аргументы, пояснял, почему работа является дубовым деревом. Работа была куплена Национальной галереей Австралии в 1977, однако Галерея Тейт имеет копию этой работы. Его ранние работы напоминали о творчестве американских художников, которыми он восхищался, таких как Дональд Джадд, Джаспер Джонс и Роберт Моррис.
Концептуальный стиль Крейг-Мартина, использование минимальных построений и редимейдов, оказали влияние на его студентов, как и образовательная структура, основанная на мультимедиа, стирание границ между сферами, такими как «живопись», «скульптура» и «видео». Как старший преподаватель Goldsmiths College (преподавал там с 1973), он оказал большое влияние на объединение Молодых британских художников, включая Дэмиена Херста. Он также оказал помощь в продвижении выставки Freeze.
Поздние работы Крейг-Мартина включают изображения стилизованных рисунков, часто изображающие повседневные предметы и ссылки на историю искусства, такие как предметы известные по работам дадаистов. Его работы можно сравнить с произведениями Патрика Колфилда и Julian Opie. Работы могут быть выполнены на холсте акриловыми красками или при помощи других методов, таких как использование чёрной клейкой ленты для создания линий.
Его первая ретроспектива прошла в Whitechapel Gallery в Лондоне в 1989. В 2006 Ирландский музей современного искусства представил выставку «Michael Craig-Martin: Works 1964—2006», которая включала работы за сорок лет творческой карьеры художника. На выставке демонстрировалась живопись, скульптуры, настенные рисунки, работы из неона и текстовые работы художника.
В 2017 году скульптурные работы художника экспонируются на выставке, организованной возле церкви Сент-Хелен. В выставке также принимают участие такие художники, как Трейси Эмин, Ангус Фэрхерст, Дэн Грэхем, Томас Хаусиго, Джулиан Опи и Яёи Кусама. Художественными консультантами экспозиции выступили Стелла Иоану, получившая личное приглашение от Лондонской городской корпорации и Уитни Хинц, куратор коллекции Хискокса.